# Antaios
Se även: Verlag Antaios

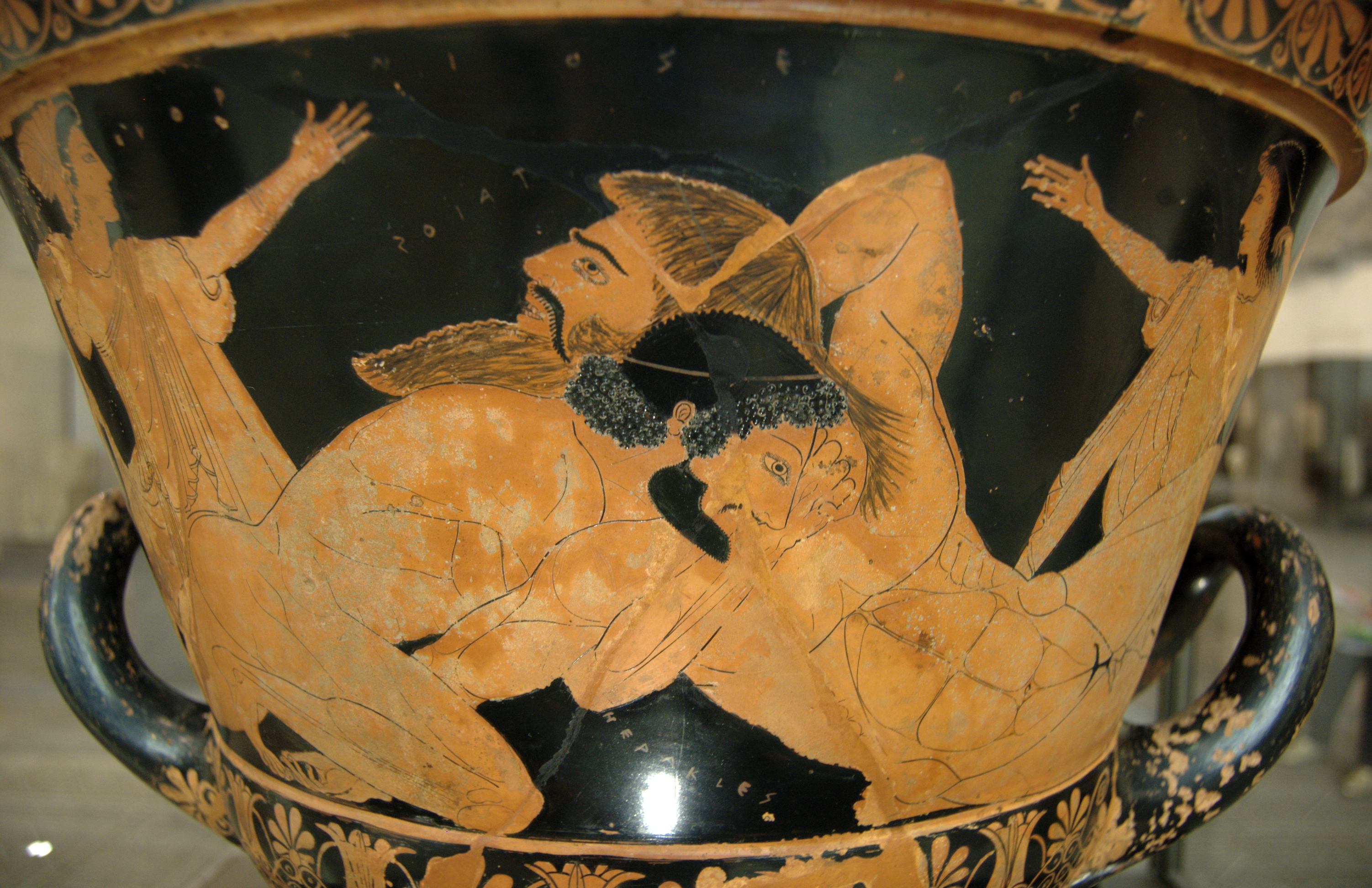
Herakles och Antaios

Antaios var i den grekiska mytologin en jätte i Libyen, son till Poseidon och Gaia (jorden).
Antaios fick förnyade krafter när han vidrörde jorden. Detta använde han till att besegra förbipasserande i brottningsmatcher. Han besegrades till slut av Herakles som krossade honom upplyft i luften.